# 笑うんだもんね!
『笑うんだもんね!』（わらうんだもんね）は、1970年12月4日から1971年5月28日までTBS系列で放送されていたTBS製作のお笑い番組である。森永製菓の一社提供。放送時間は毎週金曜 19:30 - 20:00（JST）。

## 概要
1970年に入って人気絶頂となった谷岡ヤスジの作風を、てんぷくトリオがコントで表現していた番組。番組冒頭ではムジ鳥の格好をした三波伸介が「アサー！」と叫び、番組本編ではメンバーが「オラオラオラ」「だもんね」「しまいにゃあ、血ィ見るど！」「ン？」などの谷岡のギャグを頻繁に口にしていた。

## 出演者
- 三波伸介（てんぷくトリオ） - 前番組『おしゃべりゲーム おとなの学校』から引き続き出演。
- 戸塚睦夫（てんぷくトリオ）
- 伊東四朗（てんぷくトリオ）

## 備考
- 初回には、辺見マリ、児島美ゆき、弘田三枝子、そして前番組で三波と共演していた阿部進の4人がゲスト出演した。
- 後に三波が司会を務めた『お笑いオンステージ』（NHK総合テレビ）の「減点ファミリー」に谷岡ヤスジ一家が出演した際に、三波は「懐かしいなあ、ぼく「アサー！」ってやってたんですよ」と本番組出演当時を振り返っていた。